# 瓦西里齊夫卡
49°55′22″N 37°38′10″E / 49.92278°N 37.63611°E
瓦西里齊夫卡（烏克蘭語：Васильцівка）是位於烏克蘭東部的村莊，由哈爾科夫州庫皮揚斯克區的德沃里奇纳市镇負責管轄。該村始建於1750年，面積0.34平方公里，海拔高度164米，2001年人口52，人口密度每平方公里153.9人。